# 6814 Стеффл
6814 Стеффл (6814 Steffl) — астероїд головного поясу, відкритий 25 червня 1979 року.
Тіссеранів параметр щодо Юпітера — 3,312.